# هايني مولر
هايني مولر (4 يونيو 1989) لاعب ومدرب كرة قدم سويسري راحل كان يجيد اللعب في خط حراسة المرمى.
سبق له اللعب في نادي إنتر ميلان (1909-1910).

## وصلات خارجية
- هايني مولر على موقع عالم كرة القدم.نت (الإنجليزية)

- هذا سيرة ذاتية